# Scolytus carpini
Scolytus carpini is een kever uit de familie snuitkevers (Curculionidae). Hij werd in 1837 wetenschappelijk beschreven door Julius Theodor Christian Ratzeburg.

## Kenmerken
De kever heeft een lengte van 3 tot 3,5 millimeter lang. De kleur is donkerbruin tot zwart gekleurd, cilindrisch lichaam. Het pronotum is groot en versmald aan de voorkant, de basis en zijkanten zijn gekanteld. Het bedekt het hoofd niet van bovenaf gezien. De mannelijke kever heeft een plat voorhoofd met lange gele haren. Het voorhoofd van de vrouwelijke kever is gebogen, kort en dun behaard (seksueel dimorfisme). Ze heeft geen lengtekiel. De dekschilden dragen een donkere dwarsband en hebben twee soorten rijen stippen. De buik stijgt schuin vanaf de tweede sterniet naar het einde toe. De voorste tibiae zijn aan de buitenkant glad en hebben een haakvormige gebogen punt. Het derde segment van de tarsi is tweelobbig.

## Verspreiding
De soort komt voor in Midden-, Zuid- en Zuidoost-Europa. Het komt ook voor in Zuid-Zweden, de Kaukasus en de Krim.

## Levenswijze
Scolytus carpini komt vooral voor op haagbeuken (Carpinus) en Ostra, soms ook op beuken (Fagus), eiken (Quercus), hazelaars (Corylus) en iepen (Ulmus). Hij bewoont de schors van de bomen, ook in de buurt van de schors. Het voedingspatroon is een relatief korte, één tot drie centimeter lange, eenarmige moedertunnel (dwarstunnel), die het spinthout diep doorgroef. De larvale passages vertakken zich lateraal naar boven en naar beneden. Ook in het spinthout zijn ze duidelijk zichtbaar. Het vraatpatroon lijkt sterk op dat van de eikenspintkever (Scolytus intricatus).
De soort vormt één generatie per jaar en vliegt in juni. De kevers zijn monogaam.